# Smimou
Smimou (en amazigh : Smimu, en arabe : سميمو) est une ville du Maroc, chef-lieu de la commune du même nom. Elle est située dans le sud-ouest du pays. C'est également la principale agglomération du territoire de la tribu des Ida Ou Ouissaren, l'une des douze tribus d'Ihahan. Elle est rattachée administrativement à la province d'Essaouira, mais culturellement à la ville d'Agadir.

## Géographie

### Localisation
Smimou est située entre la région de Marrakech-Safi et la région de Souss, précisément à 40 kilomètres d'Essaouira et à 130 km d'Agadir.

### Géologie et relief
La superficie de Smimou est considérablement grande et variante dont la chaîne montagneuse couvre une grande partie. La plus célèbre montagne de la région est Amsiten (امسيتن). Elle rejoint l'océan Atlantique par plusieurs plages très connues dans le Royaume. L'altitude est de 237 mètres.

### Climat
Le climat à Smimou est sec, avec une chaleur intense pendant l'été, atteignant les 45 °C, et baissant à 5 °C en hiver.

### Axes routiers

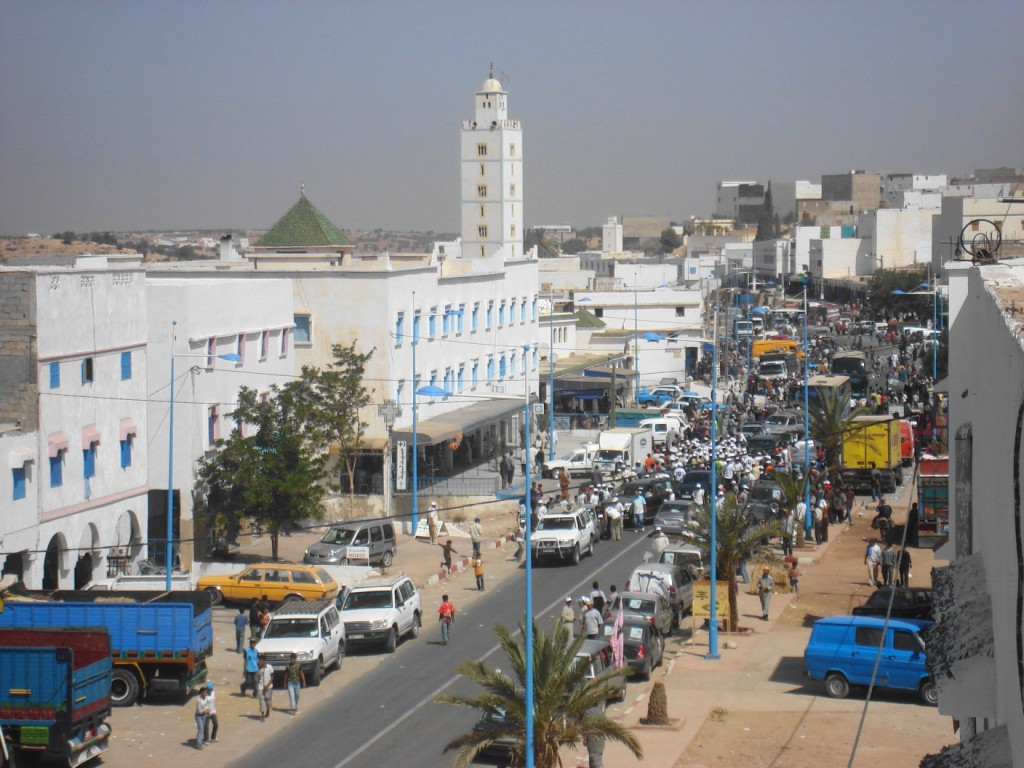
La RN1,un axe routier principal de Smimou

Smimou est traversé par la RN1 qui relie Agadir et Essaouira. C'est un carrefour important vers les communes situées à plus haute altitude, notamment Imintlit et Aït Daoud, accessibles par la route départementale.

## Enseignement
Smimou dépend de la délégation générale de l'éducation nationale d'Essaouira, et de l’académie de Marrakech

### École élémentaire
L'École de Sidi Bouskri est la seule école de la commune qui prend en charge, depuis des décennies, l'instruction et le développement intellectuel des enfants de cette région.

### Collège et lycée
Ces dernières années, la construction d'un collège a fait le bonheur d'une centaine d'élèves qui devraient suivre leur scolarité loin de leurs familles. Aussi, le lycée professionnel Almajd a vu le jour pour donner une chance aux nombreuses familles qui poussent leurs enfants à quitter l'école faute de moyens et à cause de la distance.